# Institut auf dem Rosenberg

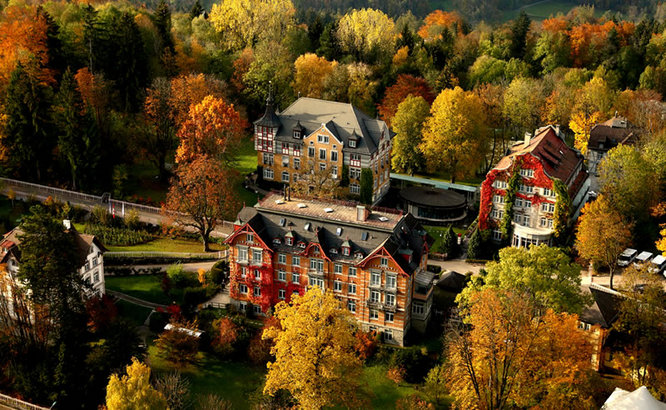

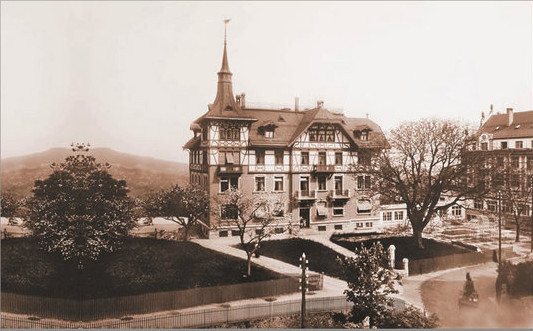

Institut auf dem Rosenberg (nome registado: Institut auf dem Rosenberg - The Artisans of Education, frequentemente referido como Rosenberg) é um colégio interno internacional privado situado em St. Gallen, Suíça. Fundado em 1889, é uma das mais antigas e principais
escolas internacionais para estudantes dos 6 aos 19 anos de idade na Suíça. A escola está localizada próxima ao Lago Constança, de um lado, e das montanhas Alpstein, do outro. A escola é propriedade da família Gademann e é gerida por esta.

## História
O Institut auf dem Rosenberg foi fundado em 1889 por Ulrich Schmidt e tinha originalmente o nome do fundador, Institut Dr. Schmidt. Com a morte do fundador da escola em 1924, a escola foi renomeada e adquirida pela família Gademann em 1944. A família Gademann é hoje proprietária da escola na 4.ª geração consecutiva. O lema da escola "aprender a viver é o
objetivo de toda a educação" (uma citação do educador suíço Johann Heinrich Pestalozzi) é a base da filosofia educacional da escola.

## Alunos notáveis
Os antigos alunos do Instituto incluem líderes empresariais, políticos, cientistas, designers, bem como realeza internacional e membros das dinastias imperiais. A escola opera uma política de privacidade e não confirma ou nega nomes de alunos atuais ou antigos, com exceção de Mario J. Molina, vencedor do Prémio Nobel de Química.

## Reconhecimento
Em 2019, a escola foi premiada "Colégio Interno Internacional de Maior Prestígio” pela Corporate Vision Magazine. A escola é membro da Swiss Federation of Private Schools (SFPS) e do Swiss Group of International Schools (SGIS).